# D.C. Cooper
Donald Christopher "D.C." Cooper, född 22 augusti 1965, är en amerikansk sångare. Cooper var en av de utvalda att ersätta Rob Halford som sångare i Judas Priest i början av 1990-talet. När han var ett av tre återstående namn på bandets audition valde han att hoppa av eftersom han insåg att han alltid skulle bli känd som "ersättaren till Halford" om han fick jobbet.
Ryktet om Cooper spreds dock världen över och han fick flera sångarerbjudanden. Han tackade slutligen ja till det danska hårdrocksbandet Royal Hunt med vilket han spelade in albumen "Moving Target" (1995) och "Paradox" (1997). Framförallt det senare albumet gjorde Cooper till ett ryktbart namn i hårdrocksvärlden och han blev i flera år framröstad som världens bästa sångare av den japanska tidningen Burrns läsare.
1999 spelade Cooper in sitt första, självbetitlade, soloalbum tillsammans med musiker ifrån bl.a. Pink Cream 69 och Conception. Samma år gick Cooper och Royal Hunt skilda vägar p.g.a. meningsskiljaktigheter. Strax därefter tog Cooper och gitarristen Alex Beyrodt kontakt med varandra och bildade metalbandet Silent Force.
D.C. Cooper blev på 1990-talet känd för sin kraftfulla och omfrångsrika röst som spände över fyra oktaver. Han har en stor publik framförallt i Europa och Japan och brukar även köra akustiska soloshower. Utöver sitt musikerjobb har Cooper också arbetat som brandman och sjukvårdare.

## Diskografi

### Album med The Tung Bandits
- The Tung Bandits (1990)

### Soloalbum
- D.C. Cooper (1999)

### Album med Royal Hunt
- Moving Target (1995)
- 1996 (1996) (Livealbum)
- Paradox (1997)
- Closing The Chapter (Paradox live) (1998)
- The Best (1998)
- The Best Live (1998)
- Show Me How To Live (2011)
- A Life To Die For (2013)
- Devil's Dozen (2015)
- Cast In Stone (2018)

### Album med Silent Force
- The Empire Of Future (2000)
- Infatuator (2001)
- Worlds Apart (2004)
- Walk The Earth (2007)

### Album med Missa Mercuria
- Missa Mercuria (2002)

### Album med Amaran's Plight
- Voice In The Light (2007)